# Google Desktop
Google Desktop är ett programvaruverktyg från Google som gör det möjligt att söka på Internet samt i den lokala datorns fil- och e-postarkiv.
I september 2011 meddelade Google att de kommer att upphöra med att erbjuda ett antal produkter inklusive Google Desktop.